# Adelsbrief

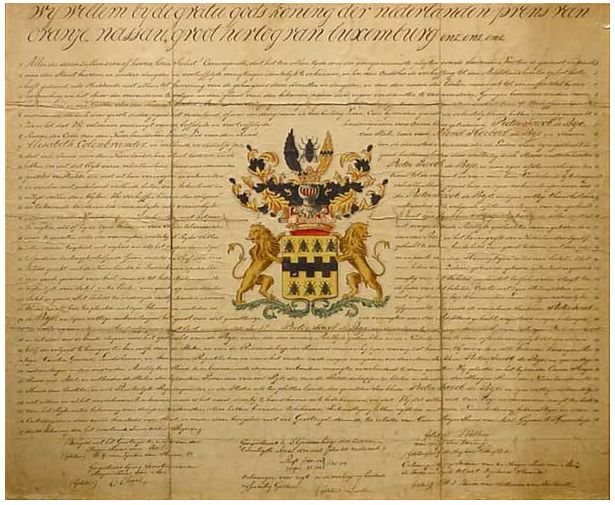
Königlich niederländischer Adelsbrief 1830 für den Staatsrat Pieter Jacob de Bye (1766–1836)

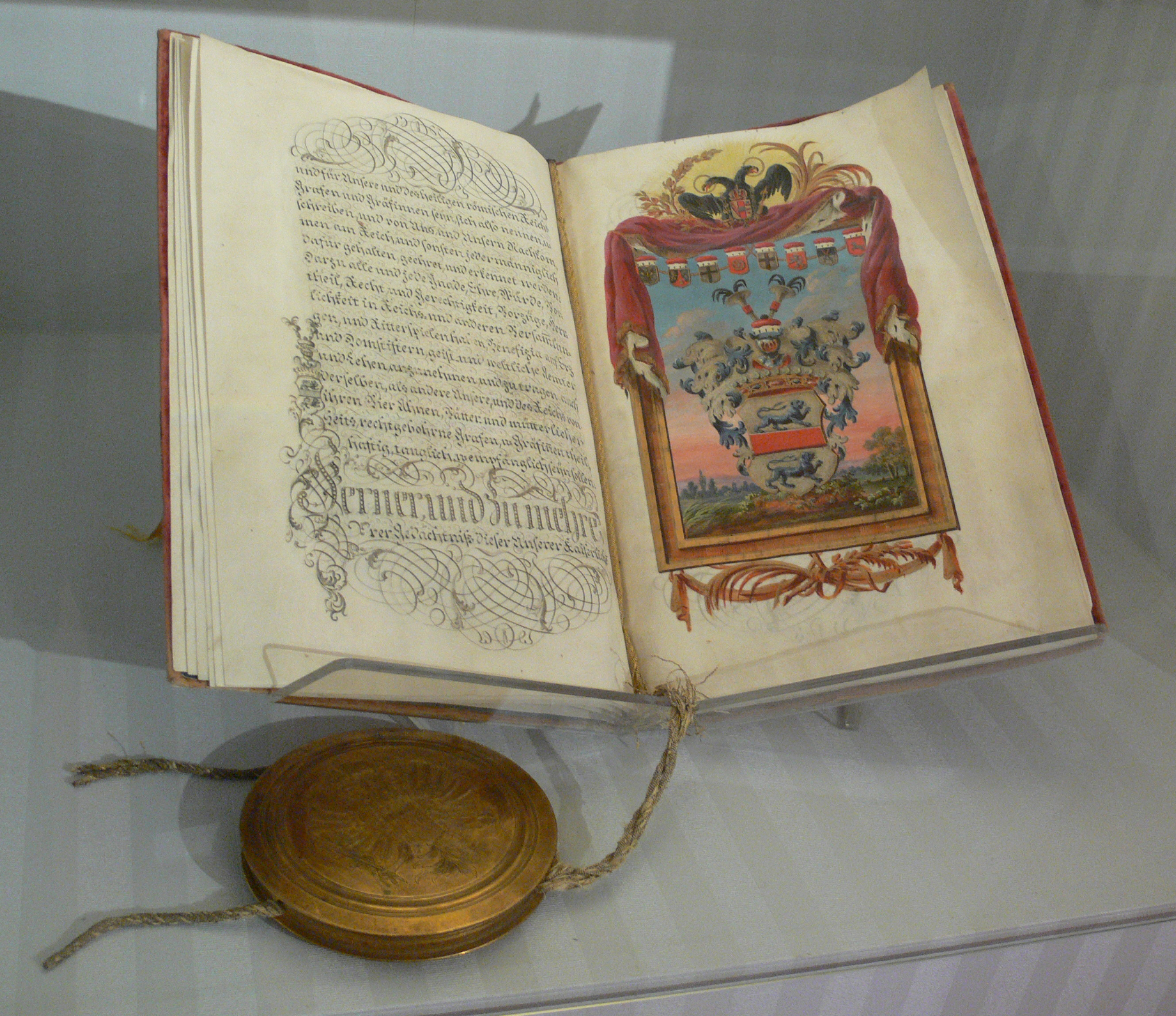
Erhebung des Freiherrn Anton Schenk von Stauffenberg in den Reichsgrafenstand durch Kaiser Leopold II., 1785

Der Adelsbrief (Adelsdiplom) ist die Urkunde, die einem Neugeadelten zum Beweis seiner Standeserhöhung (Nobilitierung) übergeben wurde. Man spricht daher auch vom Briefadel.

## Geschichte
Die ersten Adelsbriefe erteilte Kaiser Karl IV. Der älteste bis jetzt bekannte Adelsbrief wurde einem Geistlichen, dem Scholaster an der St. Stephanskirche zu Mainz, Wicker Frosch, am 30. September 1360 verliehen.
Im Laufe der Zeit erhielten neben dem Kaiser auch einige der Territorialfürsten das Recht zur Nobilitierung wie die Erzherzöge von Österreich (ab 1453 nach rechtlicher Anerkennung des gefälschten Privilegium Maius), die Kurfürsten von Bayern, der Pfalz und Sachsen als Reichsvikare in Zeiten des Interregnums, der Erzbischof von Salzburg und zuletzt die Könige in Preußen (ab 1702), deren ostpreußisches Gebiet, auf den sich der Königstitel bezog, außerhalb des Heiligen Römischen Reichs lag.
Seit 1806 konnten die Fürsten der deutschen Rheinbundstaaten und nach 1815 alle deutschen Bundesfürsten Standeserhebungen vornehmen. Dies galt auch nach der Entstehung des Deutschen Kaiserreiches am 18. Januar 1871, der Kaiser konnte Adelstitel nur als König von Preußen verleihen.
Seit der Abschaffung der Monarchie in Deutschland und Österreich werden hier keine Adelsbriefe mehr ausgestellt. Die letzte in Deutschland erfolgte Nobilitierung nahm Fürst Leopold IV. von Lippe am 12. November 1918, dem Tag seiner Abdankung infolge der Novemberrevolution, vor, als er Kurt von Kleefeld, den Generalbevollmächtigten des deutschen Industriellen Christian Kraft zu Hohenlohe-Öhringen auf dessen Bitte hin in den Adelsstand erhob.
In heute noch existierenden Monarchien Europas werden teilweise auch der Adel sowie Adelstitel verliehen. Insbesondere in Belgien wird die Verleihung erblicher Adelstitel weiterhin aktiv praktiziert, wobei der zu Nobilitierende Format und Aussehen seines Adelsbriefes mitgestalten darf.

## Adelsbrief versus Wappenbrief
Da auf den meisten Adelsbriefen auch das neue Wappen des zu Adelnden abgebildet ist, kommt es oft zu Verwechslungen zwischen Adelsbriefen und Wappenbriefen.
Die in der frühen Neuzeit, teilweise bis Anfang des 19. Jahrhunderts durch europäische Monarchen sowie Hofpfalzgrafen ausgestellten reinen („bürgerlichen“) Wappenbriefe haben in der Regel keine adelsrechtliche Wirkung, selbst wenn ein Wappen mit Bügelhelm und Helmkrone verliehen wurde. Jedoch lässt der Gotha frühe Wappenbriefe mit Lehenartikel als Adelsdiplome gelten. Ob eine Familie, die im Besitz eines alten Wappenbriefes ist, zum historischen Adel gehört oder nicht, kann nur durch ausführliche genealogische Recherchen festgestellt werden.
Eine Ausnahme ist Großbritannien, wo ein vom Lord Lyon King of Arms (in Schottland) oder Garter Principal King of Arms (in England, Wales und Nordirland) an einen britischen Untertanen ausgestellter Wappenbrief einem kontinentalen Adelsbrief entspricht und den erblichen untitulierten Adel (im Rang eines Gentleman) bringt. Wappen werden weiterhin auf Gesuch an Personen, die bestimmte Kriterien hinsichtlich ihrer Lebensführung und ihres sozialen Status erfüllen, verliehen. Die Titel Knight und Baronet sowie Peerstitel hingegen werden vom Monarchen durch Letters Patent verliehen, ein Wappen muss dann separat verliehen werden.

## Form
Die Adelsdiplome im deutschsprachigen Raum wurden häufig in Fraktur auf Pergament geschrieben, vom Souverän eigenhändig unterzeichnet, und es wurde ihnen in alter Weise das in einer Metallkapsel verwahrte Siegel angehängt. Das im 19. Jahrhundert in den verschiedenen landesfürstlichen Kanzleien des Deutschen Reichs und Österreichs gebräuchliche Formular der Adelsbriefe war im Wesentlichen dasselbe, welches schon unter den Kaisern Sigismund und Friedrich III. in Gebrauch war.